# Bettwil
Bettwil is een gemeente en plaats in het Zwitserse kanton Aargau en maakt deel uit van het district Muri.
Bettwil telt 559 inwoners.